# USATF Golden Games 2021
Die USATF Golden Games 2021 waren eine Leichtathletik-Veranstaltung die am 9. Mai 2021 im Hilmer Lodge Stadium in Walnut im US-Bundesstaat Kalifornien stattfand. Sie war Teil der World Athletics Continental Tour zählte zu den Gold-Meetings, der höchsten Kategorie dieser Leichtathletik-Serie.

## Resultate

### Männer

#### 100 m
| Platz | Athlet           | Land | Zeit (s)  |
| ----- | ---------------- | ---- | --------- |
| 1     | Cravon Gillespie | USA  | 09,96 SB  |
| 2     | Isiah Young      | USA  | 09,99 SB  |
| 3     | Chris Belcher    | USA  | 10,01 SB  |
| 4     | Chijindu Ujah    | GBR  | 10,03 SB  |
| 5     | Kyree King       | USA  | 10,04     |
| 6     | Chris Royster    | USA  | 10,11 PB  |
| 7     | Bryce Robinson   | USA  | 10,13     |
| 8     | Jaylen Bacon     | USA  | 10,18 =SB |
|       | Mike Rodgers     | USA  | DNF       |

Wind: +1,9 m/s

#### 200 m
| Platz | Athlet           | Land | Zeit (s) |
| ----- | ---------------- | ---- | -------- |
| 1     | Noah Lyles       | USA  | 19,90    |
| 2     | Kenneth Bednarek | USA  | 19,94    |
| 3     | Jereem Richards  | TTO  | 20,20 SB |
| 4     | Aaron Brown      | CAN  | 20,26 SB |
| 5     | Josephus Lyles   | USA  | 20,36 SB |
| 6     | Vernon Norwood   | USA  | 20,46    |
| 7     | Andrew Hudson    | USA  | 20,48    |
| 8     | Ameer Webb       | USA  | 21,94    |

Wind: +0,7 m/s

#### 400 m
| Platz | Athlet               | Land | Zeit (s) |
| ----- | -------------------- | ---- | -------- |
| 1     | Michael Norman       | USA  | 44,40 SB |
| 2     | Michael Cherry       | USA  | 44,86 SB |
| 3     | Deon Lendore         | TTO  | 45,04 SB |
| 4     | Emmanuel Korir       | KEN  | 45,29 SB |
| 5     | Wil London           | USA  | 45,31    |
| 6     | Justin Robinson      | USA  | 45,38    |
| 7     | Matthew Hudson-Smith | GBR  | 46,03    |
| 8     | Chidi Okezie         | NGR  | 47,02    |

#### 800 m
| Platz | Athlet          | Land | Zeit (min) |
| ----- | --------------- | ---- | ---------- |
| 1     | Bryce Hoppel    | USA  | 1:44,94 SB |
| 2     | Michael Saruni  | KEN  | 1:45,18 SB |
| 3     | Clayton Murphy  | USA  | 1:45,31    |
| 4     | Isaiah Harris   | USA  | 1:45,50 SB |
| 5     | Josh Kerr       | GBR  | 1:45,74    |
| 6     | Erik Sowinski   | USA  | 1:46,53 SB |
| 7     | Michael Rhoads  | USA  | 1:46,73    |
| 8     | Guy Learmonth   | GBR  | 1:46,85 SB |
| 9     | Kyle Langford   | GBR  | 1:47,08    |
|       | Cameron Laverty | USA  | DNF (Pace) |

#### 1500 m
| Platz | Athlet           | Land | Zeit (min) |
| ----- | ---------------- | ---- | ---------- |
| 1     | Oliver Hoare     | AUS  | 3:33,19 PB |
| 2     | Justyn Knight    | CAN  | 3:33,41 PB |
| 3     | Henry Wynne      | USA  | 3:36,86 SB |
| 4     | John Gregorek    | USA  | 3:36,93 SB |
| 5     | Sam Prakel       | USA  | 3:37,17    |
| 6     | Eric Avila       | USA  | 3:37,20 SB |
| 7     | Craig Engels     | USA  | 3:37,95    |
| 8     | Mohammed Ahmed   | CAN  | 3:40,67    |
| 9     | George Beamish   | NZL  | 3:41,50 SB |
| 10    | Abraham Alvarado | USA  | 3:42,65    |
|       | Craig Nowak      | USA  | DNF (Pace) |

#### 5000 m
| Platz     | Athlet             | Land       | Zeit (min)  |
| --------- | ------------------ | ---------- | ----------- |
| 1         | Mason Ferlic       | USA        | 13:24,94 PB |
| 2         | Kieran Lumb        | CAN        | 13:25,86    |
| 3         | Matt Baxter        | NZL        | 13:30,57 PB |
| 4         | Reid Buchanan      | USA        | 13:31,44    |
| 5         | Biya Simbassa      | USA        | 13:33,11    |
| 6         | Lawi Lalang        | USA        | 14:04,15    |
| 7         | Kyle Medina        | USA        | 14:12,04    |
| 8         | Craig Lautenslager | NZL        | 14:27,81    |
|           | Eric Avila         | USA        | DNF (Pace)  |
| Sam Ellis | USA                | DNF (Pace) |             |

#### 400 m Hürden
| Platz | Athlet            | Land | Zeit (s) |
| ----- | ----------------- | ---- | -------- |
| 1     | Rai Benjamin      | USA  | 47,13 WL |
| 2     | Kyron McMaster    | IVB  | 47,50 NR |
| 3     | Alison dos Santos | BRA  | 47,68 AR |
| 4     | Kemar Mowatt      | JAM  | 48,90 SB |
| 5     | Amere Lattin      | USA  | 48,94 SB |
| 6     | Kenneth Selmon    | USA  | 49,11    |
| 7     | Quincy Downing    | USA  | 49,45 SB |
| 8     | Khallifah Rosser  | USA  | 47,47    |
| 9     | Jordin Andrade    | CPV  | 51,17 SB |

#### 3000 m Hindernis
| Platz | Athlet          | Land | Zeit (min) |
| ----- | --------------- | ---- | ---------- |
| 1     | Sean McGorty    | USA  | 8:20,77    |
| 2     | Dan Michalski   | USA  | 8:21,25 PB |
| 3     | Obsa Ali        | USA  | 8:22,67 PB |
| 4     | Benard Keter    | USA  | 8:26,13 PB |
| 5     | John Gay        | CAN  | 8:27,40    |
| 6     | Zak Seddon      | GBR  | 8:29,37    |
| 7     | Ryan Smeeton    | CAN  | 8:35,01    |
| 8     | Frankline Tonui | USA  | 8:36,71 SB |
| 9     | Haron Lagat     | USA  | 8:36,94 SB |
| 10    | Alex Rogers     | USA  | 8:38,19    |
| 11    | Edward Trippas  | AUS  | 8:40,04    |
| 12    | Anthony Rotich  | USA  | 8:40,45    |
| 13    | Jordan Mann     | USA  | 8:41,00    |
| 14    | Adam Visokay    | GBR  | 8:45,76    |
| 15    | Michael Jordan  | USA  | 8:57,11    |
|       | Evan Jager      | USA  | DNF (Pace) |

#### Stabhochsprung
| Platz | Athlet             | Land | Höhe (m) |
| ----- | ------------------ | ---- | -------- |
| 1     | Christopher Nilsen | USA  | 5,91 WL  |
| 2     | Nate Richartz      | USA  | 5,70 =PB |
| 3     | Matt Ludwig        | USA  | 5,70 =SB |
| 4     | Andrew Irwin       | USA  | 5,60     |
| 4     | KC Lightfoot       | USA  | 5,60     |
| 6     | Audie Wyatt        | USA  | 5,60 SB  |
| 7     | Scott Houston      | USA  | 5,50     |
| 8     | Jacob Wooten       | USA  | 5,50 =SB |
| 9     | Kyle Pater         | USA  | 5,50     |
| 10    | Augusto Dutra      | BRA  | 5,35     |
| 11    | Jin Min-sub        | KOR  | 5,35     |

#### Dreisprung
| Platz            | Athletin           | Land | Weite (m) |
| ---------------- | ------------------ | ---- | --------- |
| 1                | Will Claye         | USA  | 17,15     |
| 2                | Donald Scott       | USA  | 17,00 w   |
| 3                | Chris Benard       | USA  | 16,98 w   |
| 4                | Tobia Bocchi       | ITA  | 16,90 w   |
| 5                | Chris Carter       | USA  | 16,71 w   |
| 6                | Alberto Álvarez    | MEX  | 16,46     |
| 7                | Anthony Applequist | USA  | 16,28     |
| 8                | Nathan Douglas     | GBR  | 15,94     |
| 9                | Oreoluwa Adegoke   | USA  | 15,07     |
|                  | Nathaniel Meade    | USA  | NM        |
| Almir dos Santos | BRA                | NM   |           |

#### Kugelstoßen
| Platz | Athlet                | Land | Weite (m) |
| ----- | --------------------- | ---- | --------- |
| 1     | Darrell Hill          | USA  | 22,34 SB  |
| 2     | Josh Awotunde         | USA  | 21,68 PB  |
| 3     | Chukwuebuka Enekwechi | NGR  | 20,97     |
| 4     | Dotun Ogundeji        | NGR  | 20,77 SB  |
| 5     | Nick Ponzio           | USA  | 20,74     |
| 6     | Payton Otterdahl      | USA  | 20,67 SB  |
| 7     | Nikolaos Skarvelis    | GRC  | 20,33 SB  |
| 8     | Curtis Jensen         | USA  | 19,15     |
| 9     | Eldred Henry          | IVB  | 18,65     |

#### Diskuswurf
| Platz | Athlet            | Land | Weite (m) |
| ----- | ----------------- | ---- | --------- |
| 1     | Kord Ferguson     | USA  | 63,75 PB  |
| 2     | Mason Finley      | USA  | 63,57     |
| 3     | Reggie Jagers III | USA  | 63,01     |
| 4     | Alex Rose         | SAM  | 62,07     |
| 5     | Josh Syrotchen    | USA  | 60,88     |
| 6     | Eric Kicinski     | USA  | 59,28     |
| 7     | Sam Mattis        | USA  | 58,25     |
| 8     | Brian Williams    | USA  | 57,91     |
| 9     | Colin Quirke      | IRL  | 57,38     |

### Frauen

#### 100 m
| Platz | Athlet                  | Land | Zeit (s) |
| ----- | ----------------------- | ---- | -------- |
| 1     | Sha’Carri Richardson    | USA  | 10,77    |
| 2     | Javianne Oliver         | USA  | 11,08    |
| 3     | Briana Williams         | JAM  | 11,15    |
| 4     | Morolake Akinosun       | USA  | 11,27    |
| 5     | Veronica Campbell-Brown | JAM  | 11,31    |
| 6     | Teahna Daniels          | USA  | 11,34    |
| 7     | Kortnei Johnson         | USA  | 11,48    |
| 8     | English Gardner         | USA  | 11,50    |
|       | Jenna Prandini          | USA  | DNS      |

Wind: −1,2 m/s

#### 200 m
| Platz | Athlet           | Land | Zeit (s) |
| ----- | ---------------- | ---- | -------- |
| 1     | Gabrielle Thomas | USA  | 22,12    |
| 2     | Allyson Felix    | USA  | 22,26    |
| 3     | Lynna Irby       | USA  | 22,27    |
| 4     | Jenna Prandini   | USA  | 22,30    |
| 5     | Kendall Ellis    | USA  | 22,81    |
| 6     | Brittany Brown   | USA  | 22,82    |
| 7     | Kyra Jefferson   | USA  | 22,93    |
| 8     | Briana Williams  | JAM  | 11,96    |

Wind: +2,1 m/s

#### 800 m
| Platz | Athlet                  | Land | Zeit (min) |
| ----- | ----------------------- | ---- | ---------- |
| 1     | Jemma Reekie            | GBR  | 1:58,27 PB |
| 2     | Laura Muir              | GBR  | 1:58,46    |
| 3     | Melissa Bishop-Nriagu   | CAN  | 1:58,62 SB |
| 4     | Adelle Tracey           | GBR  | 1:59,50 PB |
| 5     | Raevyn Rogers           | USA  | 1:59,66 SB |
| 6     | Heather MacLean         | USA  | 1:59,72 PB |
| 7     | Sinclaire Johnson       | USA  | 1:59,91 PB |
| 8     | Allie Wilson            | USA  | 2:00,01 PB |
| 9     | Lindsey Butterworth     | CAN  | 2:00,50 SB |
| 10    | Madeleine Kelly         | CAN  | 2:00,69    |
| 11    | Kaela Edwards           | USA  | 2:01,26    |
| 12    | Hannah Segrave          | GBR  | 2:01,70    |
| 13    | Síofra Cléirigh Büttner | IRL  | 2:01,94 SB |
|       | Rebecca Mehra           | USA  | DNF (Pace) |

#### 1500 m
| Platz          | Athlet                   | Land       | Zeit (min)    |
| -------------- | ------------------------ | ---------- | ------------- |
| 1              | Elle Purrier             | USA        | 3:58,36 WL PB |
| 2              | Gabriela DeBues-Stafford | CAN        | 4:00,69 SB    |
| 3              | Shannon Osika            | USA        | 4:00,73 PB    |
| 4              | Eilish McColgan          | GBR        | 4:03,89       |
| 5              | Lucia Stafford           | CAN        | 4:05,30 PB    |
| 6              | Allison Cash             | USA        | 4:05,90 PB    |
| 7              | Helen Schlachtenhaufen   | USA        | 4:07,89       |
| 8              | Natoya Goule             | JAM        | 4:08,66 PB    |
| 9              | Holly Archer             | GBR        | 4:08,81       |
| 10             | Nikki Hiltz              | USA        | 4:09,87       |
| 11             | Hanna Klein              | GER        | 4:12,38       |
|                | Aisha Praught-Leer       | JAM        | 4:17,15       |
| Chanelle Price | USA                      | DNF (Pace) |               |

#### 5000 m
| Platz | Athlet             | Land | Zeit (min)  |
| ----- | ------------------ | ---- | ----------- |
| 1     | Julie-Anne Staehli | CAN  | 15:02,34 PB |
| 2     | Laura Galván       | MEX  | 15:02,48 NR |
| 3     | Natalia Hawthorn   | CAN  | 15:05,91 PB |
| 4     | Jessica Judd       | GBR  | 15:06,02 PB |
| 5     | Molly Huddle       | USA  | 15:23,24    |
| 6     | Maggie Montoya     | USA  | 15:25,81 PB |
| 7     | Stephanie Twell    | GBR  | 15:36,07 SB |
| 8     | Sarah Pagano       | USA  | 15:40,83    |
|       | Allison Cash       | USA  | DNF (Pace)  |

#### 100 m Hürden
| Platz | Athlet              | Land | Zeit (s)  |
| ----- | ------------------- | ---- | --------- |
| 1     | Kendra Harrison     | USA  | 12,48 =SB |
| 2     | Cindy Sember        | GBR  | 12,53 PB  |
| 3     | Tobi Amusan         | NGR  | 12,61     |
| 4     | Devynne Charlton    | BHS  | 12,61 NR  |
| 5     | Sydney McLaughlin   | USA  | 12,65 PB  |
| 6     | Tiffany Porter      | GBR  | 12,69     |
| 7     | Sharika Nelvis      | USA  | 12,86     |
| 8     | Payton Chadwick     | USA  | 13,05     |
| 9     | Gabriele Cunningham | USA  | 13,56     |

Wind: +2,0 m/s

#### 400 m Hürden
| Platz | Athlet             | Land | Zeit (s) |
| ----- | ------------------ | ---- | -------- |
| 1     | Shamier Little     | USA  | 53,65 WL |
| 2     | Gianna Woodruff    | PAN  | 54,70 AR |
| 3     | Ashley Spencer     | USA  | 55,75    |
| 4     | Cara Nnenya Hailey | USA  | 55,83 SB |
| 5     | Shiann Salmon      | JAM  | 56,28    |
| 6     | Sage Watson        | CAN  | 56,28    |
| 7     | Cassandra Tate     | USA  | 56,65 SB |
| 8     | Noelle Montcalm    | CAN  | 57,52 SB |

#### 3000 m Hindernis
| Platz | Athlet            | Land | Zeit (min) |
| ----- | ----------------- | ---- | ---------- |
| 1     | Courtney Frerichs | USA  | 9:27,70    |
| 2     | Leah Falland      | USA  | 9:28,72 SB |
| 3     | Marisa Howard     | USA  | 9:29,65 PB |
| 4     | Alicja Konieczek  | POL  | 9:33,42 PB |
| 5     | Grayson Murphy    | USA  | 9:33,79 PB |
| 6     | Valerie Constien  | USA  | 9:35,73 PB |
| 7     | Elizabeth Bird    | GBR  | 9:36,36 SB |
| 8     | Mel Lawrence      | USA  | 9:36,67 SB |
| 9     | Charlotte Prouse  | CAN  | 9:39,78 PB |
| 9     | Emily Oren        | USA  | 9:58,66    |

#### Stabhochsprung
| Platz | Athlet             | Land | Höhe (m) |
| ----- | ------------------ | ---- | -------- |
| 1     | Katerina Stefanidi | GRC  | 4,80 SB  |
| 2     | Katie Nageotte     | USA  | 4,70 SB  |
| 3     | Olivia Gruver      | USA  | 4,70 SB  |
| 4     | Kortney Oates      | USA  | 4,50 =SB |
| 5     | Anicka Newell      | CAN  | 4,50 SB  |
| 6     | Sophie Gutermuth   | USA  | 4,30     |
| 7     | Emily Grove        | USA  | 4,20     |
| 7     | Sydney Walter      | USA  | 4,20     |
|       | Megan Clark        | USA  | NH       |

#### Dreisprung
| Platz | Athlet            | Land | Weite (m) |
| ----- | ----------------- | ---- | --------- |
| 1     | Kimberly Williams | JAM  | 14,62     |
| 2     | Keturah Orji      | USA  | 14,38     |
| 3     | Thea LaFond       | DMA  | 14,22     |
| 4     | Lynnika Pitts     | USA  | 14,07     |
| 5     | Tori Franklin     | USA  | 13,96     |
| 6     | Imani Oliver      | USA  | 13,86 w   |
| 7     | Keila Costa       | BRA  | 13,61     |
| 8     | Caroline Ehrhardt | CAN  | 13,24 w   |
| 9     | Tanasia Lea       | PUR  | 12,96     |
| 10    | Kiana Davis       | USA  | 12,55 w   |
| 11    | Samantha Evans    | USA  | 12,15     |

#### Kugelstoßen
| Platz | Athletin            | Land | Weite (m) |
| ----- | ------------------- | ---- | --------- |
| 1     | Magdalyn Ewen       | USA  | 19,32 SB  |
| 2     | Danniel Thomas-Dodd | JAM  | 18,91     |
| 3     | Jessica Ramsey      | USA  | 18,58     |
| 4     | Sarah Mitton        | CAN  | 18,55     |
| 5     | Jessica Woodard     | USA  | 18,53 SB  |
| 6     | Lloydricia Cameron  | JAM  | 18,33 PB  |
| 7     | Chase Ealey         | USA  | 17,84     |
| 8     | Portious Warren     | TTO  | 17,83     |
| 9     | Brittany Crew       | CAN  | 17,80     |
| 10    | Rachel Fatherly     | USA  | 17,49     |
| 11    | Haley Teel          | USA  | 17,32     |

#### Hammerwurf
| Platz | Athletin           | Land | Weite (m) |
| ----- | ------------------ | ---- | --------- |
| 1     | Gwen Berry         | USA  | 73,73     |
| 2     | Jillian Weir       | CAN  | 68,49     |
| 3     | Whitney Simmons    | USA  | 66,23 PB  |
| 4     | Agnė Lukoševičiūtė | LTU  | 66,09 NR  |
| 5     | Racheal Somoye     | GBR  | 59,47 SB  |
| 5     | Kadine Johnson     | JAM  | 52,38     |